# HD 85512 b

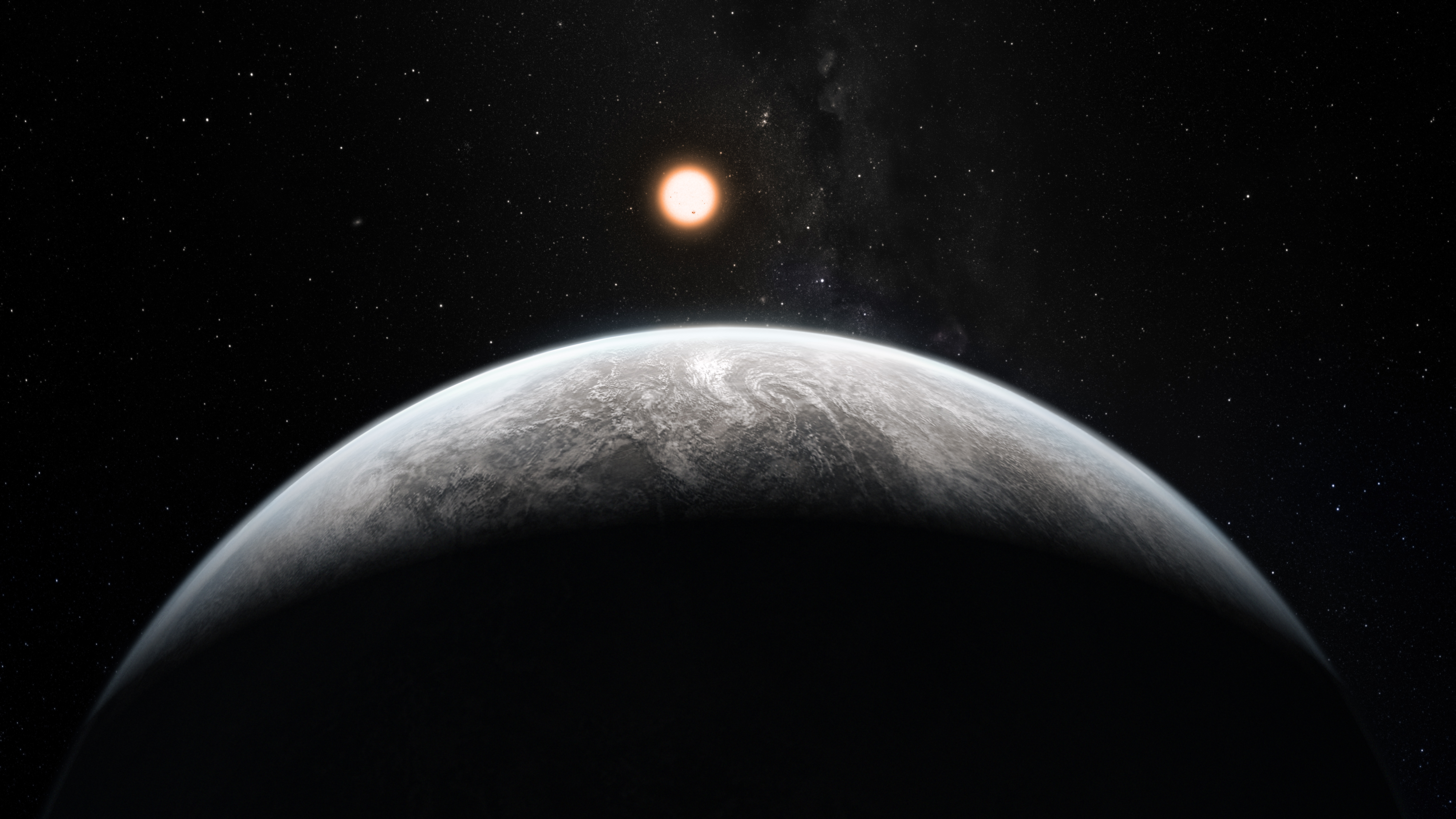
Konstnärens uppfattning om HD 85512b.

HD 85512 b är en  exoplanet som kretsar kring stjärnan HD 85512 i Seglets stjärnbild, ungefär 36 ljusår från vårt solsystem. Den upptäcktes 2011 och verkar kretsa i stjärnans beboeliga zon. Planeten har 3,6 jordmassor, vilket gör den en superjord och beräknas ha en temperatur av 298 K (cirka 25 Co>).
Exoplaneten kretsar runt en orange stjärna i huvudserien som är av spektralklass K5V, med en omloppstid av ungefär 58 dygn.